# Predsjednici Savezne Republike Jugoslavije
Predsjednik Savezne Republike Jugoslavije (Predsjednik Srbije i Crne Gore) naslov je predsjednika federativne država koju su činile Republika Srbija i Republika Crna Gora, nastala 27. travnja 1992. godine. Od svog osnutka 1992. do 2003., kada je zemlja rekonstituirana kao konfederacija (državna zajednica) ustavnom reformom, šef države bio je poznat kao predsjednik Savezne Republike Jugoslavije. Ustavnim reformama iz 2003. godine i spajanjem funkcija šefa vlade i šefa države, puni naslov predsjednika imao je predsjednik Srbije i Crne Gore i predsjedatelj Vijeća ministara Srbije i Crne Gore. Godine 2006. godine ukinuta je dužnost nakon raspuštanja državne zajednice, a Srbija i Crna Gora postale su neovisne zemlje.

## Predsjednici

### Predsjednici Savezne Republike Jugoslavije
| #  | fotografija | ime                                | mandat             | mandat             | mandat |
| -- | ----------- | ---------------------------------- | ------------------ | ------------------ | ------ |
| 1. |             | Dobrica Ćosić (1921. – 2014.)      | 15. lipnja 1992.   | 1. lipnja 1993.    |        |
| -  |             | Miloš Radulović (1929. – 2017.)    | 1. lipnja 1993.    | 25. lipnja 1993.   |        |
| 2. |             | Zoran Lilić (r. 1953.)             | 25. lipnja 1993.   | 25. lipnja 1997.   |        |
| -  |             | Srđa Božović (r. 1955.)            | 25. lipnja 1997.   | 23. srpnja 1997.   |        |
| 3. |             | Slobodan Milošević (1941. – 2006.) | 23. srpnja 1997.   | 7. listopada 2000. |        |
| 4. |             | Vojislav Koštunica (r. 1944.)      | 7. listopada 2000. | 7. ožujka 2003.    |        |

### Predsjednici Državne zajednice Srbije i Crne Gore
| #  | fotografija | ime                         | mandat          | mandat          | mandat |
| -- | ----------- | --------------------------- | --------------- | --------------- | ------ |
| 1. |             | Svetozar Marović (r. 1955.) | 7. ožujka 2003. | 3. lipnja 2006. |        |